# Hasanovita
La hasanovita és un mineral de la classe dels sulfats. Rep el nom en honor al petrògraf Abdurahim Hasanovich Hasanov (nascut el 1933).

## Característiques
La hasanovita és un sulfat de fórmula química KNa(MoO₂)(SO₄)₂. Va ser aprovada com a espècie vàlida per l'Associació Mineralògica Internacional l'any 2020, sent publicada en el mes de maig de 2023. Cristal·litza en el sistema monoclínic.
L'exemplar que va servir per a determinar l'espècie, el que es coneix com a material tipus, es troba conservat a les col·leccions del Museu Mineralògic Fersmann, de l'Acadèmia de Ciències de Rússia, a Moscou (Rússia), amb el número de registre: 5568/1.

## Formació i jaciments
Va ser descoberta a la localitat de Ravat, a la Província de Sughd (Tadjikistan), l'únic a tot el planeta on ha estat descrita aquesta espècie mineral.